# Gibson Les Paul Classic
Гитары модели Les Paul Classic начали выпускать в 1990 году.
На гитарах данной модели установлены звукосниматели открытого типа (не имеют крышек), которые считаются самыми «злыми» датчиками от Gibson, так как придают более агрессивный характер звучания гитаре.
Маркеры, находящиеся на грифах гитар Les Paul Classic, отличаются от большинства моделей Les Paul своим зеленоватым оттенком. Маркеры гитары приобретают такой вид обычно после использования её в течение 20-30 лет.
На накладке из пластика (pickguard), установленной на корпус, позолотой выведена гравировка «1960», что символизирует родство этой гитары с моделями Les Paul 1960 года, так как именно тогда компания Gibson стала выпускать гитары с более «узким» профилем грифа, который теперь носит название «1960 Slim taper».
В настоящее время Classic выпускается нерегулярно и с различными комбинациями электронной начинки. С 2014 модель была представлена со встроенным бустером, облегчением корпуса "9-hole weight relief" и звукоснимателями 57Classic в бридже и неке. В 2015 в бридж был установлен Super57 (наиболее мощный представитель звукоснимателей серии 57). В 2016 и 2017 в бридже 57Classic+. В 2018 модель представлена с синглами P90.
В целом с 2014 Gibson Les Paul Classic олицетворяет серийное переиздание различных винтажных моделей Les Paul, в отличие от Gibson Les Paul Traditional, который ориентирован конкретно на модель 1959 года. Неизменным остаётся только тонкий профиль грифа.
Цена новой гитары колеблется в пределах от 2 до 2,5 тысяч долларов США.